# Le Thoureil
Le Thoureil és un municipi francès situat al departament de Maine i Loira i a la regió de País del Loira. L'any 2007 tenia 417 habitants.

## Demografia

### Població
El 2007 la població de fet de Le Thoureil era de 417 persones. Hi havia 180 famílies de les quals 52 eren unipersonals (16 homes vivint sols i 36 dones vivint soles), 80 parelles sense fills i 48 parelles amb fills.
La població ha evolucionat segons el següent gràfic:
Habitants censats

### Habitatges
El 2007 hi havia 272 habitatges, 183 eren l'habitatge principal de la família, 72 eren segones residències i 17 estaven desocupats. 270 eren cases i 1 era un apartament. Dels 183 habitatges principals, 149 estaven ocupats pels seus propietaris, 31 estaven llogats i ocupats pels llogaters i 3 estaven cedits a títol gratuït; 2 tenien una cambra, 8 en tenien dues, 22 en tenien tres, 45 en tenien quatre i 106 en tenien cinc o més. 129 habitatges disposaven pel capbaix d'una plaça de pàrquing. A 83 habitatges hi havia un automòbil i a 94 n'hi havia dos o més.

### Piràmide de població
La piràmide de població per edats i sexe el 2009 era:
| Homes | Edats   | Dones |
| ----- | ------- | ----- |
| 0     | 95 o +  | 0     |
| 0     | 90 a 94 | 0     |
| 2     | 85 a 89 | 5     |
| 6     | 80 a 84 | 4     |
| 12    | 75 a 79 | 18    |
| 13    | 70 a 74 | 8     |
| 12    | 65 a 69 | 12    |
| 14    | 60 a 64 | 12    |
| 8     | 55 a 59 | 18    |
| 16    | 50 a 54 | 24    |
| 11    | 45 a 49 | 9     |
| 10    | 40 a 44 | 10    |
| 8     | 35 a 39 | 10    |
| 8     | 30 a 34 | 9     |
| 11    | 25 a 29 | 11    |
| 4     | 20 a 24 | 3     |
| 9     | 15 a 19 | 5     |
| 13    | 10 a 14 | 11    |
| 10    | 5 a 9   | 7     |
| 9     | 0 a 4   | 8     |

## Economia
El 2007 la població en edat de treballar era de 245 persones, 178 eren actives i 67 eren inactives. De les 178 persones actives 163 estaven ocupades (80 homes i 83 dones) i 15 estaven aturades (5 homes i 10 dones). De les 67 persones inactives 35 estaven jubilades, 15 estaven estudiant i 17 estaven classificades com a «altres inactius».

### Ingressos
El 2009 a Le Thoureil hi havia 191 unitats fiscals que integraven 450 persones, la mediana anual d'ingressos fiscals per persona era de 18.885 €.

### Activitats econòmiques
Dels 21 establiments que hi havia el 2007, 3 eren d'empreses de construcció, 3 d'empreses de comerç i reparació d'automòbils, 1 d'una empresa de transport, 4 d'empreses d'hostatgeria i restauració, 1 d'una empresa financera, 1 d'una empresa immobiliària, 3 d'empreses de serveis, 2 d'entitats de l'administració pública i 3 d'empreses classificades com a «altres activitats de serveis».
Dels 5 establiments de servei als particulars que hi havia el 2009, 1 era un guixaire pintor, 2 lampisteries, 1 perruqueria i 1 restaurant.
L'any 2000 a Le Thoureil hi havia 16 explotacions agrícoles que ocupaven un total de 480 hectàrees.

## Equipaments sanitaris i escolars
El 2009 hi havia una escola elemental integrada dins d'un grup escolar amb les comunes properes formant una escola dispersa.

## Poblacions més properes
El següent diagrama mostra les poblacions més properes.